# Запис Милошевића храст (Сикирица)
Запис Милошевића храст (Сикирица) се налази на парцели чији је власник Милошевић Влада.

## Локација
| Општина             | Параћин                                                          |
| Катастарска општина | Сикирица                                                         |
| Потес               | Јошје                                                            |
| Координате          | 43° 46′ 37″ С; 21° 24′ 48″ И / 43.776899999999998° С; 21.4132° И |
| Надморска висина    | 129m                                                             |

## Карактеристике
Дендрометријске вредности утврђене на терену и сателитским снимцима:
| Стабло                     | Храст |
| Висина стабла              | m     |
| Обим дебла                 | m     |
| Пречник крошње             | 27m   |
| Пречник дебла              | m     |
| Висина дебла до прве гране | m     |

## База записа
Запис је у оквиру Викимедија пројекта "Запис - Свето дрво" заведен под редним бројем 1143.